# 山浦ひさし 全力疾走
山浦ひさし 全力疾走（やまうらひさし ぜんりょくしっそう）は、2007年4月7日から2010年3月20日まで放送された東海ラジオ放送の土曜昼のワイド番組。

## 放送時間
- 2007年4月～2008年9月　毎週土曜日　14時～16時45分[1]
- 2008年10月～2009年3月　毎週土曜日　15時～18時
- 2009年4月～2009年9月　毎週土曜日　15時～17時45分
- 2009年10月～2010年3月　毎週土曜日　15時～18時
  - プロ野球デーゲーム中継『東海ラジオ ガッツナイタースペシャル』放送日は時間を短縮したり、休止する場合がある。

## 出演者
- 山浦ひさし
- 佐藤友香（東海ラジオアナウンサー・当時）
- ねねちゃん（リポーター:栄錦3丁目のオカマバーのママ）

## コーナー
野球中継が無く、かつフルバージョンでの放送の場合。
- 汗だく!チェック!!　一週間のスポーツニュース（中日ドラゴンズの話題が中心、他のスポーツの話題も含む）をカウントダウン方式で振り返る。カウントダウンで振り返った後には、山浦がそのニュースの中から一つのニュースに関してバッチリトークをする。

- ねねちゃ～ん!どこにおるの～?! 【中継コーナー】　 日々汗を流してスポーツを楽しんでいるアマチュアのスポーツ大好き人間を、中継リポーター・ねねちゃんが面白おかしく紹介するコーナー。

- 汗だくってる?ひさし君!? 山浦ひさしが、様々なスポーツの知ってるようで知らないルールや知識、雑学を語っていくコーナー。

- ドラゴンズリポート（2007年はドラゴンズがアジアシリーズに進出したこともあり、11月の終わりまで）ドラゴンズの最新情報を、東海ラジオのスポーツアナウンサーが伝える。
  - 2007年の春の番組改編期より、この番組を含め、毎日午後3時（月～土は時報後に大須ういろのCMがCBCラジオとともに放送されるため、午後3時ちょうどではない）にドラゴンズ情報を伝えることになった。2008年秋の改編からは、放送開始時間が午後3時になったため、2009年のドラゴンズ情報は午後4時台に変更された。

- 汗だくで!?お話しましょ!!　 あらゆるスポーツ界のアスリートや、音楽の世界で活躍するアーティストをスタジオに招いてお話しする。プロ野球シーズンオフ（ドラゴンズの場合、2007年は12月頃から）になるとドラゴンズの選手が登場することもある。

- オシゴトーク　 豊橋創造大学との連携企画。同大学准教授川北眞紀子がレギュラーとなり「就職とは何か」「仕事とは何か」のテーマの元、学生たちによる職業体験リポートや職業人へのインタビューが放送される。なお、野球中継のため放送短縮・休止となった週は、攻守交替の間のミニ番組として放送される。詳しくはこちら→

- 汗だくってる?ゆかちゃん!? 佐藤がさまざまな事柄に体験レポートをするコーナー。当初はスポーツに特化していたが徐々にスポーツ以外の事柄が取り上げられることも多い。
  - 体験レポート取材は佐藤のアナウンサーとしてのフィールドワークとなっており、ヒッツ・サンデーまでは「友香のちょっとかじっちゃいました」の名称でコーナーが存在した。

- 汗だくで!なりきりまっしょい! 山浦・佐藤の両者が即興で日常生活用品やスポーツ用品になりきってトークを行い、出場者と一般リスナーが2人が何に扮しているのかを当てる。出場者は4時台に再登場し解答を言うが、その間に一般のリスナーからも解答を募っているので、出場者は正解しかつ投稿リスナーの正解率が50%以下の場合に賞品がもらえ、2つの条件を満たない場合は正解投稿をしたものから抽選で賞品があたる。山浦・佐藤のトークは解答者の「ストップ」のコールで終了するので、タイミング次第で投稿リスナーの正解率を左右することになる。
  - 出場者が賞品を獲得できないことが殆どでゲームとして成立していないことから、番組中に本コーナーのルールについて議論になることがある。そのこともありルール改正が頻繁に行なわれている。主なものには①出場者の賞品獲得条件が「出場者は正解しかつ投稿リスナーの正解率が80%以下」に緩和、②トークにレベル1～レベル5までの難易度を設定するがあるが、未だにその効果が現れていない。

- 汗だく大喜利 スポーツに関するお題を出しリスナーから回答を寄せる。ヒッツ・サンデーまでは「たられば」の名称で存在したコーナーを移転したものだが、最近はスポーツ以外のお題、「たられば」時代のテーマを出題することもある。
  - 現在、「汗だく大喜利」は『ブロードバンド東海ラジオ』でも聴く事ができる。ただし、お題によっては最新分の「汗だく大喜利」が載らない事もある。

- 全力でBack to the future　ある年代の上半期、もしくは下半期のヒット曲を流し、当時起きた出来事などについて二人が振り返る。その中から1曲、途中で山浦が歌うが、あまりの音痴からか、佐藤から度々突っ込まれている。
  - 2009年2月21日の放送からは、山浦は誰の曲を歌っていたのかを当てるというクイズ形式へ変更され、正解者1名に商品券2000円がプレゼントされる様になった。

## 過去のコーナー
- ねねちゃん!汗っちゃいや～ん! 【中継コーナー】 「汗だくって!筋肉って!最高～!」で行った所から一番近い駅で、ねねちゃんが駅にいる人やラジオを聴いて集まってくれた人に、1都1道2府43県の中から比較的有名な方言とその方言に関するヒントを言ってもらい、それを聞いたスタジオにいる山浦・佐藤がその方言の標準的な意味を答えるゲームをする。（同じことを言っちゃいや～ん!に変わったため終了）

- 同じことを言っちゃいや～ん! 【中継コーナー】

1つのお題に対して連想される答えを出場者と山浦・佐藤がお互いに言い合い、被っていなければ正解。2問出され山浦・佐藤が1問ずつ解答（どちらを先に答えさせるかは出場者が指名）。正解数が最も多い者がその回の優勝者になる。「筋肉って!サイコ～!」の中継先の最寄駅で行なうが、ねねが向かう駅は前番組松原・坂口の土曜はど〜よ!?と同じように前週に発表される。2007年10月以降は「筋肉って!サイコ～!」の時間に中継先から行ない、一般参加者が集合してゲームを行なうスタイルは消滅した（ねねは中継終了後東海ラジオに戻り、エンディングにスタジオに登場する）
- 汗だくで!なりきりまっしょい! 山浦・佐藤の両者が即興で目の前に出されたお題（日常生活用品・スポーツの道具など）になりきり、それぞれ決められた時間内でトークをし、どちらのなりきりトークが面白かったかをみなさんに投票して決めてもらう。（ルール変更で打ち切り）

- 汗だっクイズ!!　3時、4時で、スポーツに関する問題（クイズ）を1問出して、リスナーに電話を次々とつなぎ正解が出るまで電話をつなぐコーナー。正解が出るまでの間山浦ひさしがスタジオ内のランニングマシーン（注:商品未着のため使用していない）でヒントを出しながら全力疾走。正解者には3000円分の商品券。またその日の合計の歩数を事前予想し、的中者（該当者がいなければプラスマイナス10の範囲で直近の数字を予想した者）にも商品券が当たる。2009年4月4日の放送を以ってコーナー終了

## コーナー（野球中継のため短縮になった場合）
ナゴヤドームでのデーゲーム中継がある場合は、ドーム内東海ラジオ実況ブースより試合直前情報を中心に放送する。ねねもドーム周辺からリポートをする。

## その他
- 名古屋グランパスエイトのデーゲームがこの番組の時間帯に行われている場合は、試合経過･試合結果を番組内で伝えている。
- 2008年10月より「太田英明・小泉麻耶のアソブココロ倶楽部」が当番組内のコーナーになっている。